# Franciszek Smuda
Franciszek Smuda (Lubomia, 22 de junho de 1948 – Cracóvia, 18 de agosto de 2024) foi um treinador e futebolista profissional polaco que atuava como defensor.

## Carreira
Franciszek Smuda começou sua carreira no Odra Wodzisław Śląskiń em 1967.

## Treinador
Smuda dirigiu a Seleção Polonesa de Futebol na Euro 2012.